# Conciliabulum von Pisa
Das Conciliabulum von Pisa (lateinisch conciliabulum eigentlich: ‚Ort eines Konzils‘, auch als Diminutiv zu verstehen: „Konzilchen“) war ein Gegenkonzil, das in den Jahren 1511 und 1512 in Pisa stattfand.

## Vorgeschichte
Das Conciliabulum von Pisa verdankte sein Zustandekommen einer Vereinigung der oppositionellen Kardinäle mit den auswärtigen Gegnern Papst Julius II. nach dem Scheitern der Liga von Cambrai. War der Papst kurz zuvor noch mit Ludwig XII. von Frankreich und Kaiser Maximilian im Bunde gewesen, so änderte er jetzt seine Politik und verbündete sich mit der Republik Venedig, um Franzosen und Deutsche aus Italien zu vertreiben. Der hauptsächliche Gegner hierbei war das Königreich Frankreich, das seit nunmehr 200 Jahren versuchte, die Hegemonie in Italien zu erlangen. Ludwig XII. antwortete dem Papst auf zwei Ebenen: Zum einen verstärkte er den politischen und militärischen Druck auf den Kirchenstaat, zum anderen aber unternahm er es, den Papst auch auf dem geistlichen Terrain mit innerkirchlichen Mitteln anzugreifen. Am 30. Juli 1510 berief er eine Versammlung kirchlicher Würdenträger nach Orléans ein, die im September desselben Jahres in Tours zusammentrat und auf Geheiß des französischen Königs beschloss, dem Papst mahnend entgegenzutreten und die Grundsätze des Gallikanismus erneut zur Geltung zu bringen.

## Verlauf
Am 15. Februar 1511 bestellte Ludwig XII. drei Prokuratoren, die für die Einberufung des Konzils sorgen sollten. Eine zweite Versammlung kirchlicher Würdenträger lud im April 1511 Julius II. vor. Am 16. Mai desselben Jahres schließlich beriefen die Kardinäle Federico Sanseverino, Francisco de Borja, Bernardino López de Carvajal, René de Prie und Guillaume Briçonnet – ihren Angaben zufolge im Einverständnis mit vier weiteren Mitgliedern des Kardinalskollegiums – ein Konzil auf den 1. September 1511 nach Pisa ein. Kaiser Maximilian I. und König Ludwig XII. von Frankreich schlossen sich am selben Tage der Einberufung an. Der Papst wurde aufgefordert, der Vorladung vor das Konzil Folge zu leisten.
Mit der Einberufung durch die Kardinäle – wenn auch nur einer Minderheit –, den Kaiser und den allerchristlichsten König (so der Ehrentitel der Könige von Frankreich zu jener Zeit) war das Konzil kirchenrechtlich kaum zu beanstanden, folgte man dem von Kanonisten jener Zeit vertretenen Rechtsgedanken des Notrechtes. Zudem gaben die Kardinäle eine stichhaltige Begründung: Julius II. habe durch Verletzung der Konstitution Frequens und den Bruch der Wahlkapitulation, die ihn zur Abhaltung eines Allgemeinen Konzils innert zwei Jahren nach seiner Wahl verpflichtete, dem Kirchenrecht zuwidergehandelt. Damit sei ein Notstand gegeben, der die Einberufung eines allgemeinen Konzils rechtfertigen sollte. Die Gegner, darunter Kardinal Giovanni Antonio Sangiorgio, wendeten hiergegen ein, dass ein schuldhaftes Versäumnis des Papstes nicht vorgelegen hätte. Überdies wurde dem Dekret Frequens seit dem Konzil von Basel (1431–1449) wenig Bedeutung beigemessen, die von den Einberufenden behaupteten Rechtsfolgen ließen sich nach Meinung vieler Kanonisten daraus auch gar nicht ableiten.
So versuchten die Initiatoren des Konzils, noch einmal Verhandlungen mit der Kurie aufzunehmen. Als diese scheiterten, konstituierte sich am 1. November 1511 die Versammlung. An der ersten Session am 5. November nahmen fast ausschließlich Franzosen teil, darunter waren zwei Erzbischöfe, vierzehn Bischöfe, eine Reihe von Äbten sowie die Prokuratoren der Universitäten von Paris, Toulouse und Poitiers. Wegen der feindseligen Haltung der Pisaner wurde der Tagungsort Ende 1511 nach Mailand verlegt, das von Frankreich beherrscht wurde. Auch weiterhin nahmen fast ausschließlich französische Bischöfe – zeitweise bis zu 30 an der Zahl – an der Versammlung teil. Dies führte wiederum selbst diejenigen Kardinäle, die der Sache der Konziliaristen im Grunde gewogen waren, in eine Gegenposition; selbst Giovanni Gozzadini, der eigentlich als Gegner Julius’ II. galt, unterstützte diesen nun und wirkte gegen die Anliegen der Franzosen.
Der entscheidende Schachzug des Papstes aber war es, mit der Bulle Sacrosanctae Romanae Ecclesiae ein Konzil auf den 4. April 1512 in den Lateran, das Fünfte Laterankonzil, einzuberufen. Spätestens hierdurch wurden alle Einwendungen seiner Gegner unbeachtlich. „Die Frage lautete von jetzt an nicht mehr: Konzil oder nicht? – sondern nur noch: Welches Konzil?“ So war es denn auch eine der Hauptbestrebungen des Konzils, die Gründe und Absichten des Conciliabulum zu verurteilen (anathematisieren).

## Ergebnisse
In der Folge wurden die Kardinäle Borgia, Briçonnet, Carvajal und De Prie im Konsistorium vom 24. Oktober 1511 ihrer Ämter enthoben. Pisa und Mailand, die Tagungsorte, wurden mit dem Interdikt belegt. Das Conciliabulum zog sich erst nach Asti, dann nach Lyon zurück und löste sich allmählich auf, nachdem erst der Kaiser und dann auch Ludwig XII. ihm die Unterstützung entzogen, ohne Entscheidungen oder Dokumente hervorzubringen.

## Gründe des Scheiterns
Das Conciliabulum von Pisa war von Ludwig XII. von vornherein als eine machtpolitische Maßnahme gedacht. Einfluss auf Glaubensfragen erhoffte er sich aus einem Konzil – anders als Martin Luther oder die Gallikaner – wohl nicht.

## Nachwirkung
Die Diskussionen um die Einberufung eines Konzils gaben dem Ordensgeneral der Dominikaner Giacomo de Vio, dem späteren Kardinal Thomas Cajetan, Anlass für die Veröffentlichung seines Werkes De comparatione auctoritatis papae et concilii („Vergleich der Vollmacht des Papstes mit jener der Konzile“).
Ein unbekannter, mit den Vorgängen in der Kurie offenbar vertrauter Satiriker hingegen schrieb kurz nach dem Tode Julius’ II. den Dialog Iulius exclusus, in dem der verstorbene Papst vor der Himmelstür steht und Petrus alle seine Erfolge aufzählt, darunter auch, wie er das Conciliabulum durch geschicktes Taktieren, vor allem durch die Einberufung eines eigenen Konzils, hatte ins Leere laufen lassen.